# Morgoth’s Ring
Morgoth’s Ring („Pierścień Morgotha“) – wydana w 1993 dziesiąta część Historii Śródziemia. Nie została przetłumaczona na język polski.
Christopher Tolkien przedstawia w niej końcową fazę powstawania Silmarillionu, czyli powojenne teksty J.R.R. Tolkiena. Są to:
- Ainulindalë;
- The Annals of Aman („Roczniki Amanu“);
- Quenta Silmarillion, do momentu opuszczenia Valinoru przez Ñolodorów, wersja wcześniejsza i późniesza;
- Athrabeth Finrod Ah Andreth, rozmowa Finroda Felagunda z Andreth, praprawnuczką Beora Starego, na temat przeznaczenia ludzi i elfów;
- Myths Transformed, 11 notatek, m.in. na temat Skażenia Ardy.